# Tärnen (Lerbäcks socken, Närke, 653011-145639)
Tärnen är en sjö i Askersunds kommun i Närke och ingår i Motala ströms huvudavrinningsområde. Sjöns area är 0,0025 kvadratkilometer och den befinner sig 133 meter över havet.